# Christian Tetzlaff
Pour les articles homonymes, voir Tetzlaff.
Christian Tetzlaff, né le 29 avril 1966 à Hambourg en Allemagne, est  un violoniste allemand.

## Biographie
Christian Tetzlaff est né au sein d'une famille de quatre enfants qui tous deviendront des musiciens professionnels. Il commence le violon et le piano à l'âge de 6 ans et à 10 ans est lauréat du concours de violon Jugend musiziert. De 1980 à 1985, il étudie à Lübeck avec Uwe-Martin Haiberg, qui lui fait développer une technique irréprochable, puis avec Walter Levin à Cincinnati avant de revenir à Lübeck. Il se produit ensuite avec de grandes formations orchestrales américaines, tels les orchestres de Cleveland, Boston, Chicago et Philadelphie, et les meilleures formations européennes.
En 1994, il fonde son propre Quatuor tout en poursuivant son activité de soliste.
Il enseigne à la Kronberg Academy près de Francfort-sur-le-Main.

## Répertoire
Son répertoire est axé sur des concertos pour violon de Mozart, mais aussi d'Arnold Schönberg, qu'il a joué sous la direction de Sergiu Celibidache et de Michael Gielen. Il a aussi enregistré les sonates et partitas de Jean-Sébastien Bach (chez Virgin). Avec son Quatuor, il se consacre activement à la musique de chambre. Il joue aussi la sonate de Bartók (Festival de Verbier, Suisse, en 2016) et, avec le pianiste Leif Ove Andsnes, des sonates de Mozart, Chostakovitch, Janàcek, Ravel (notamment à Zweisimmen en Suisse le 4 août 2017, dans le cadre du Festival Menuhin de Gstaad, puis, le lendemain à Menton en France). Ils ont enregistré un CD ensemble.

## Le Quatuor Tetzlaff
Ce quatuor à cordes est composé de Christian Tetzlaff et Elisabeth Kufferath (violon), Hanna Weinmeister (alto), Tanja Tetzlaff (en) (violoncelle).

## Prix
- 2000 : Prix Brahms.
- 2005 : Instrumentiste de l'année du Musical America Worldwide[4]